# 苏州火车站 (地铁)
苏州火车站位于中华人民共和国江苏省苏州市姑苏区苏州站地下，是苏州地铁2号线和4号线的地铁换乘站，属于地下三层岛式车站，此车站于2013年12月28日投入运营。。
2019年1月18日起，从苏州站下火车的旅客换乘轨道交通，可通过专用通道换乘，无需出站重复接受安检。

## 车站结构

### 楼层分布
地铁层由地下二层和地下三层组成，标高分别为-18.55米和-23.80米。其中地下二层设有轨道交通2号线的站台，也是4号线的站厅层，有六个可前往中央通廊和南北站房的出口。地下三层设有轨道交通4号线的站台和地铁设备和管理用房。

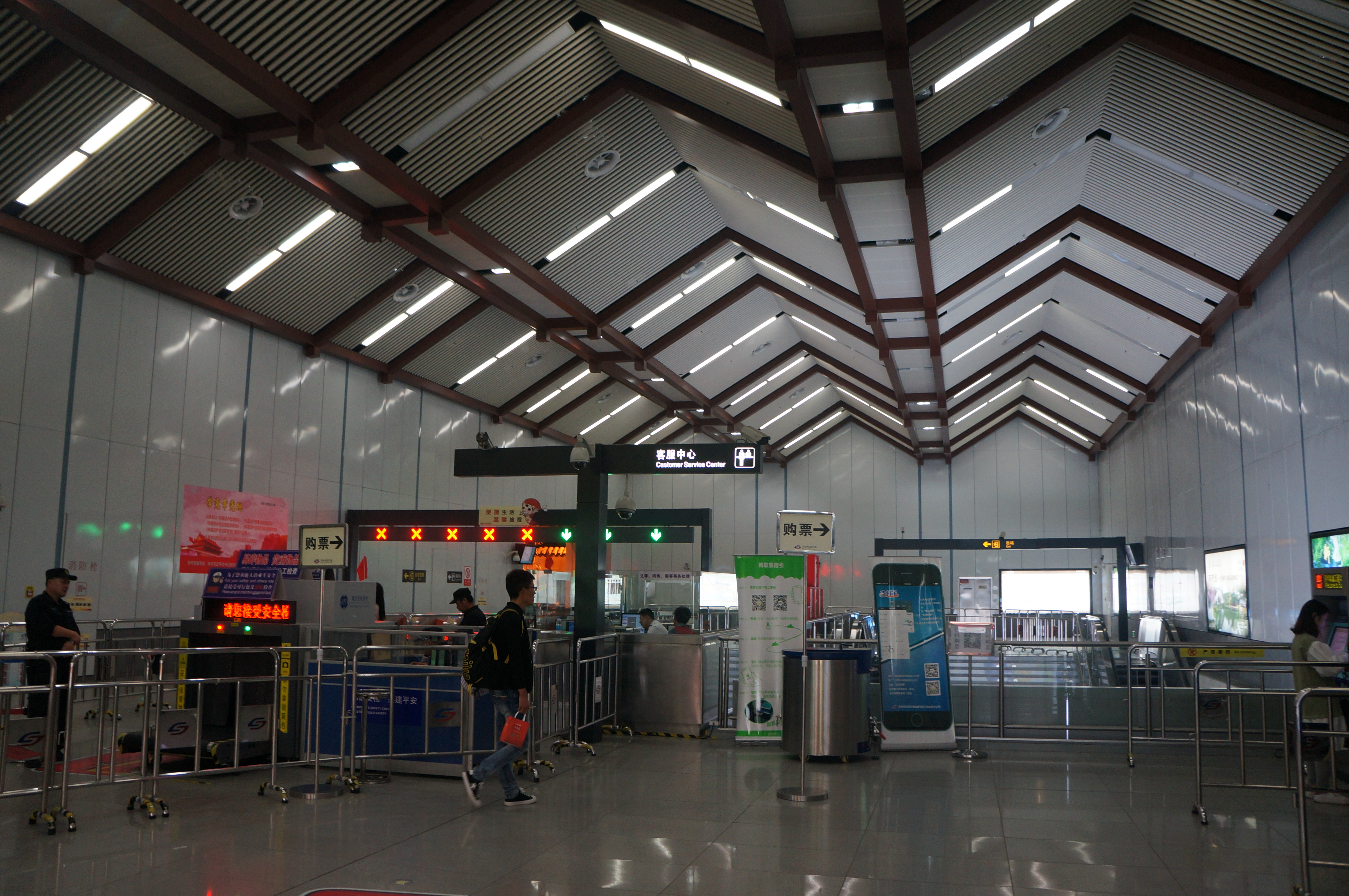
2号线东站厅
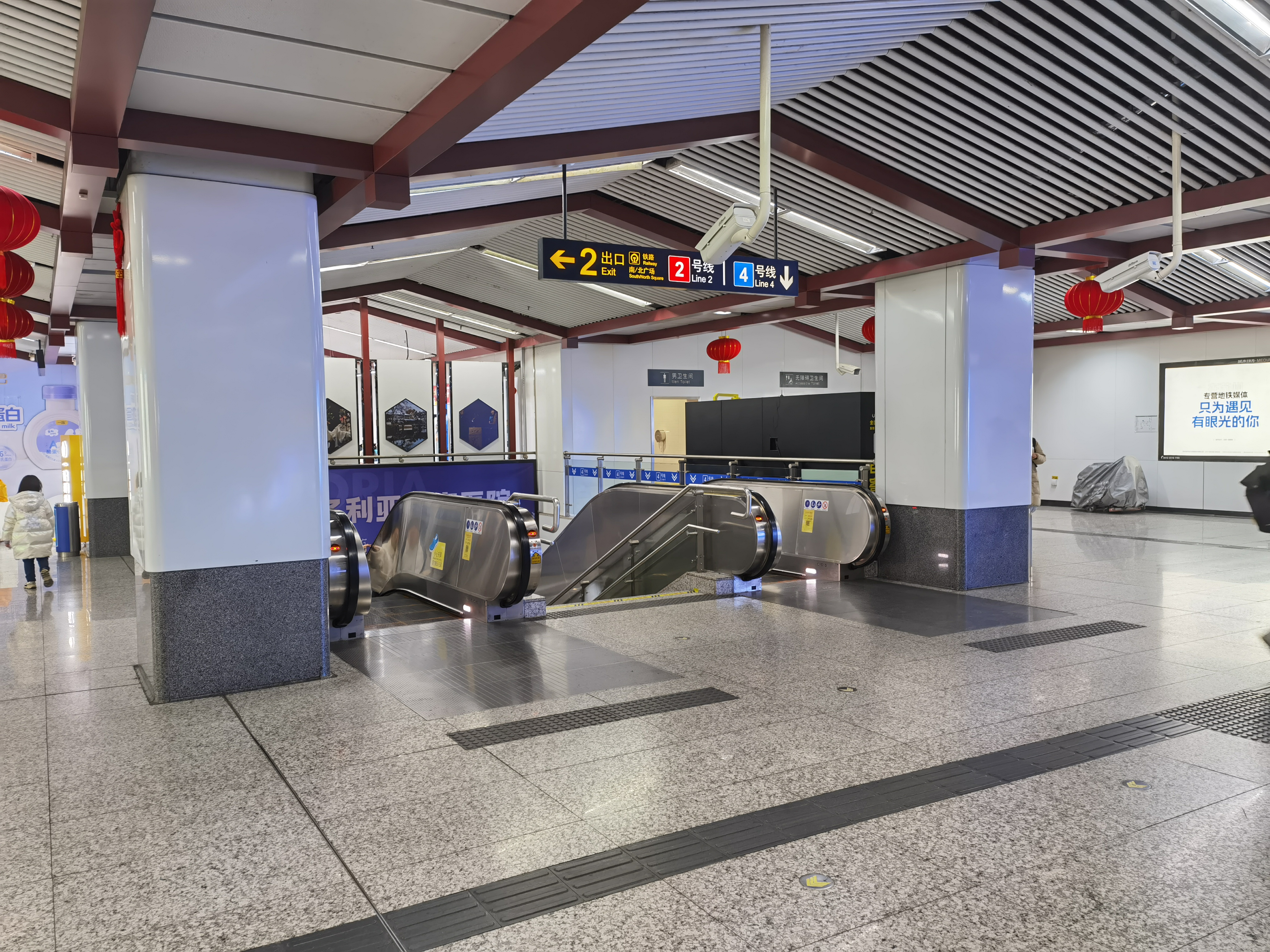
4号线站厅
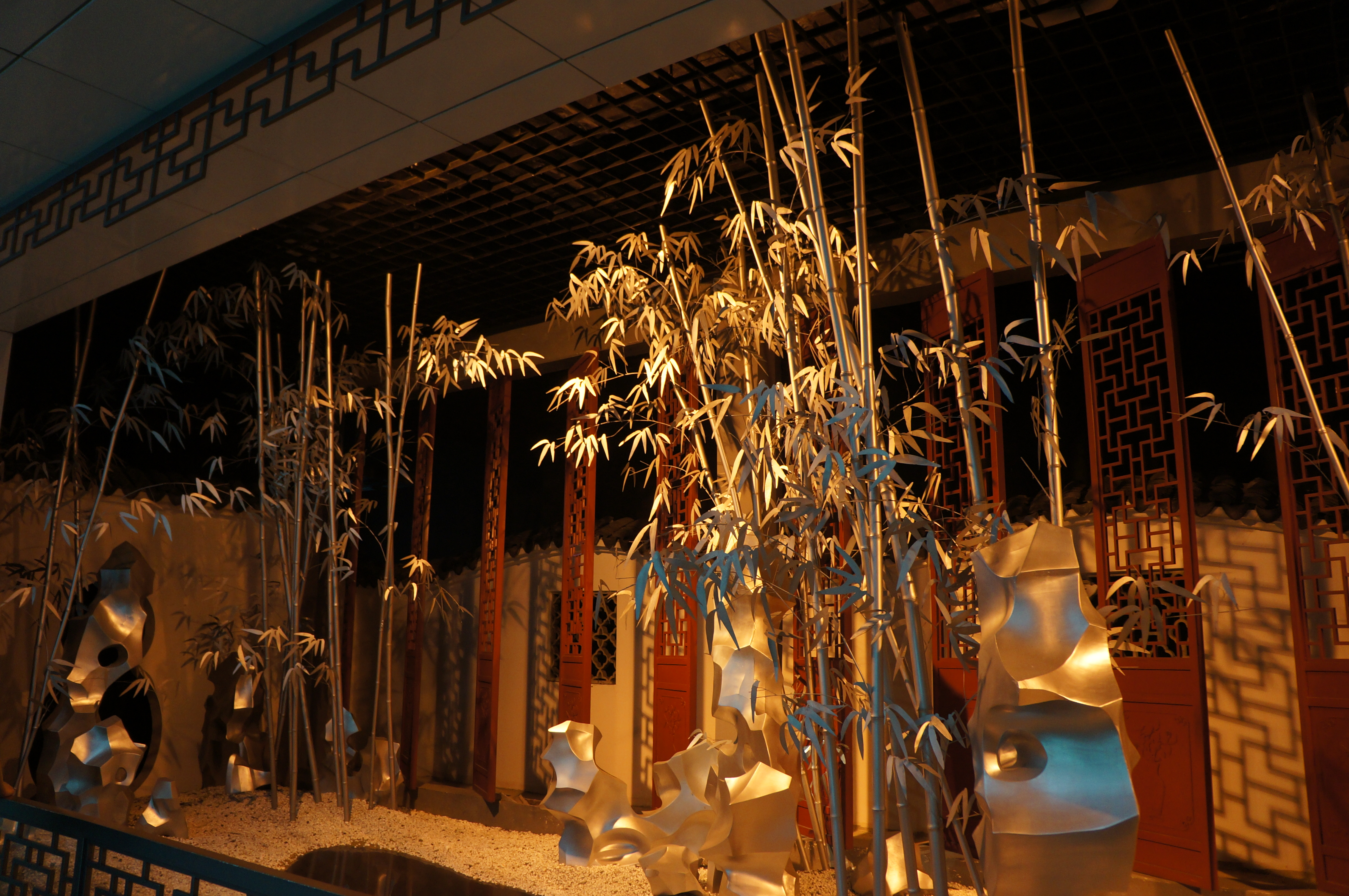
站厅内的苏州园林装饰墙
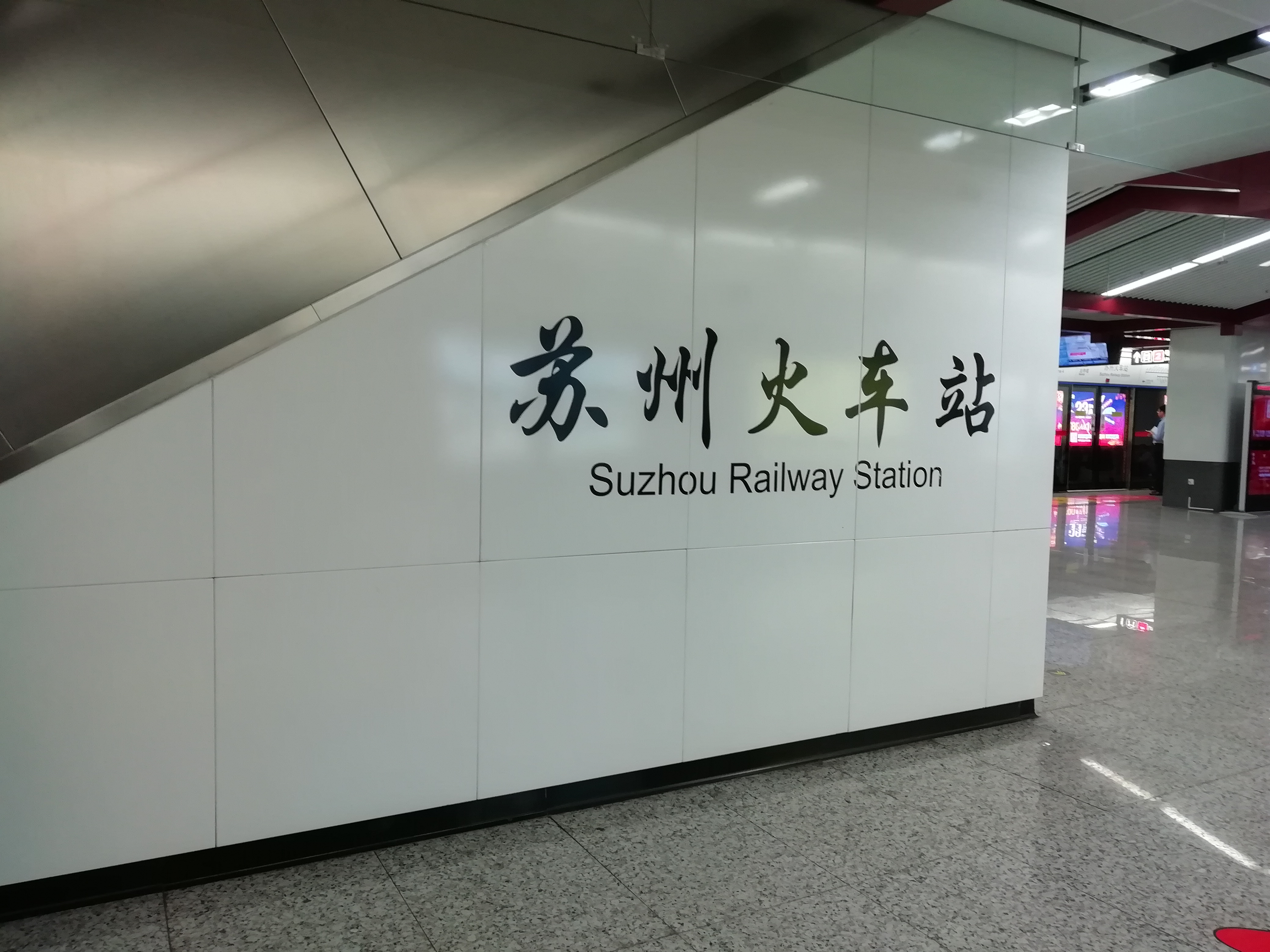
4号线站名大字壁
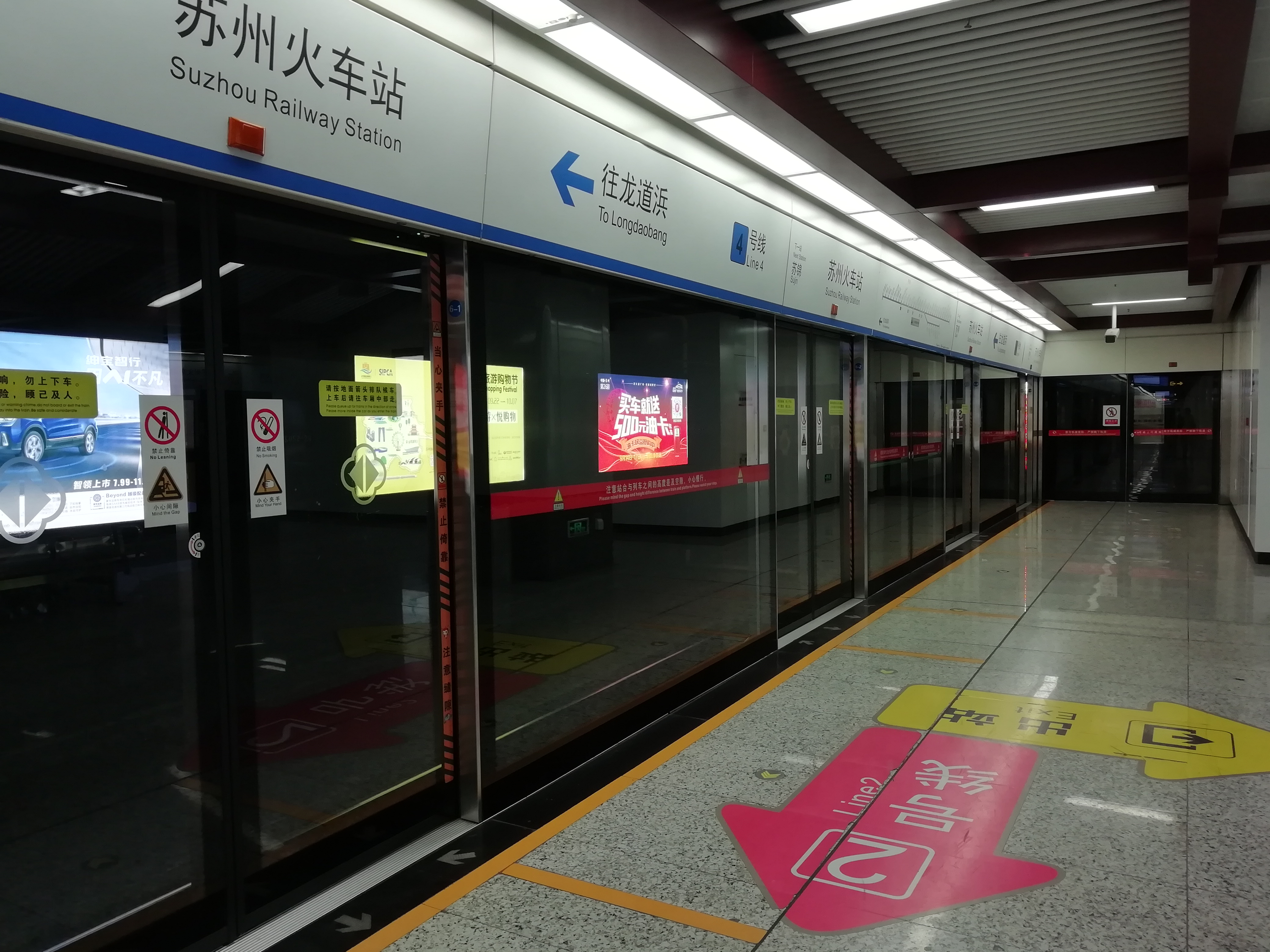
4号线往龙道浜方向的站台
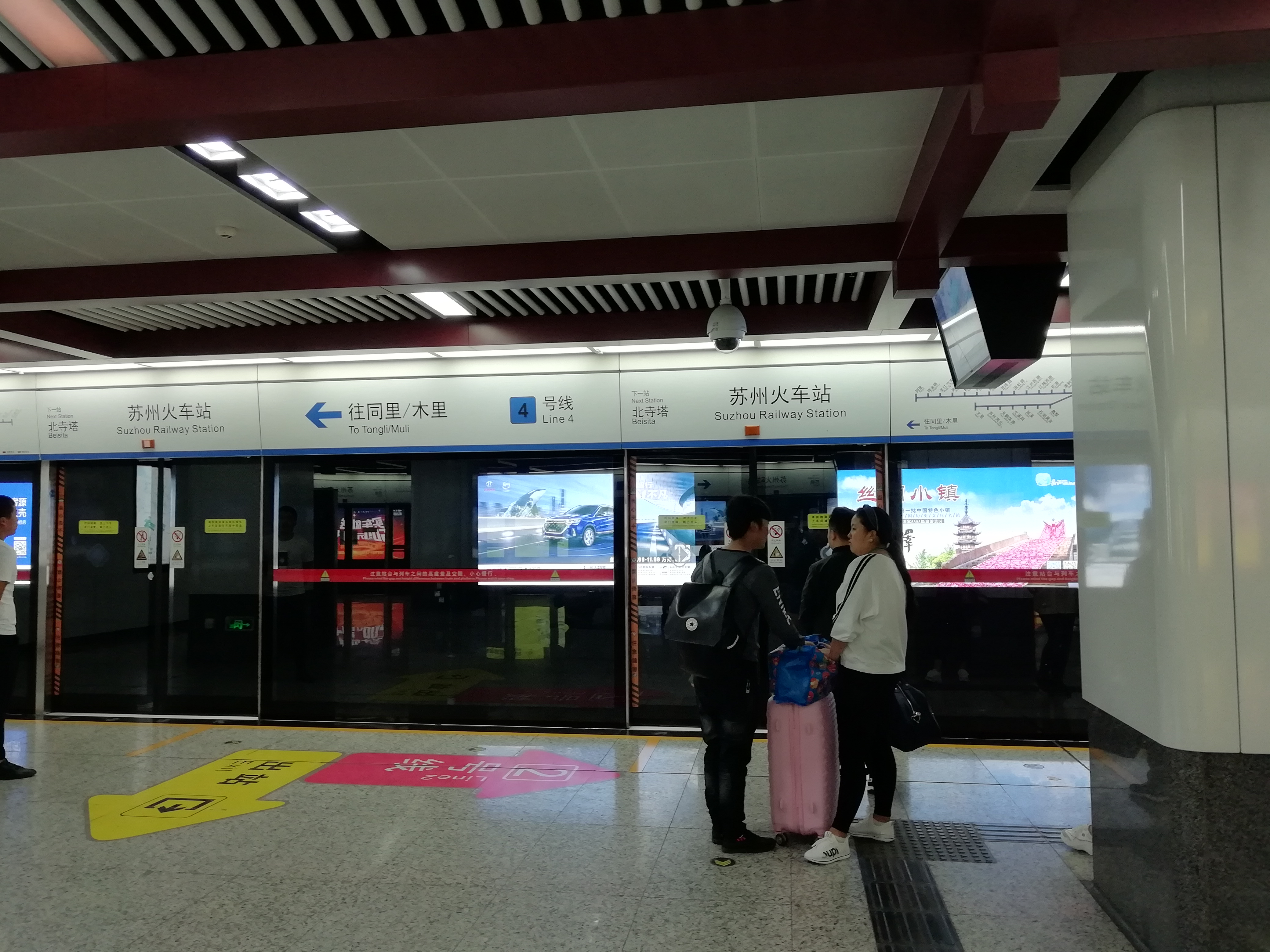
4号线往同里/木里方向的站台，摄于7号线独立运行前
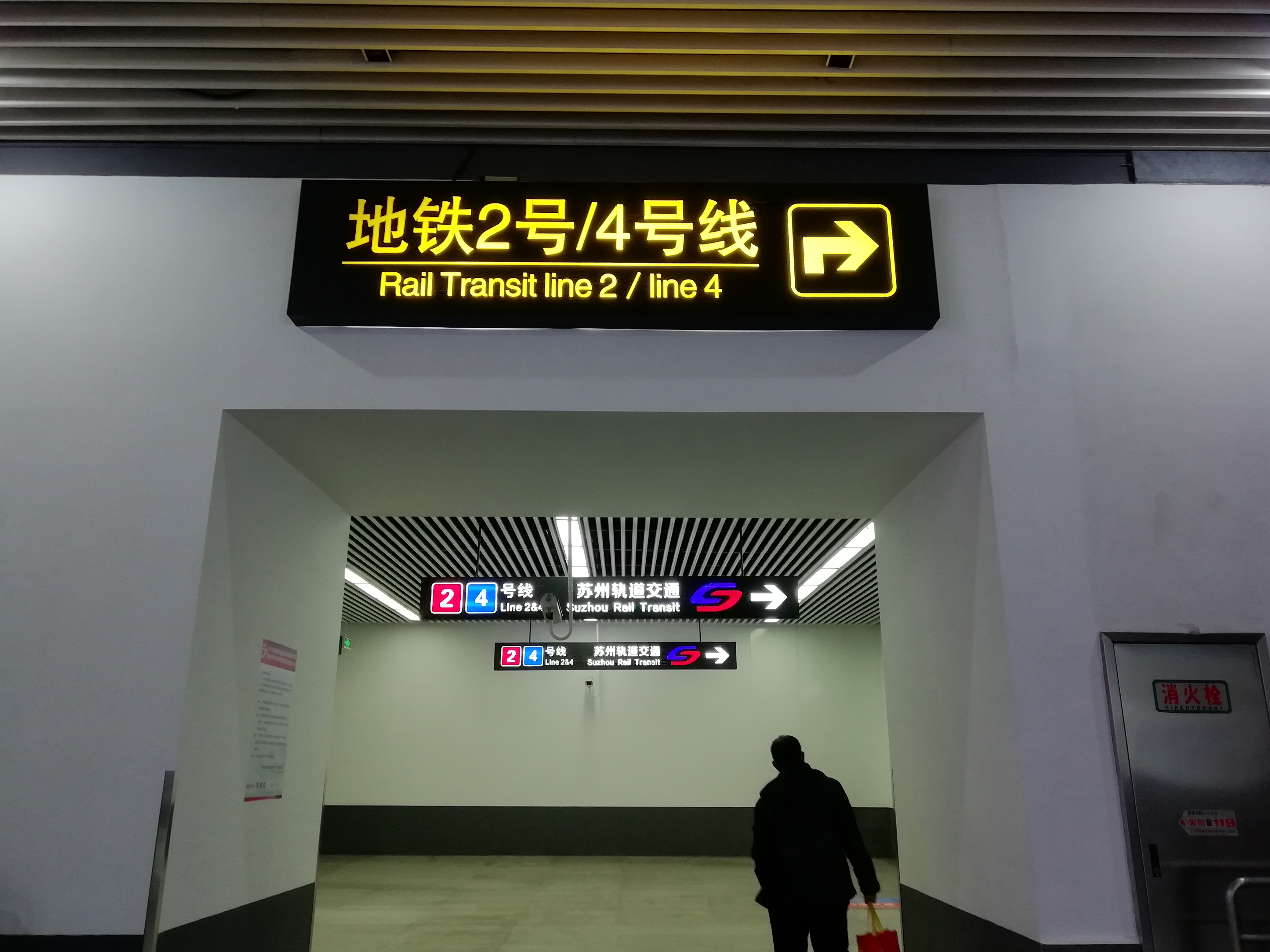
设在苏州站内的便捷换乘通道

| 1层  | 地面               | 1b、2b出入口                                         |  |  |
| -1层 | 2号线站厅          | 1a、2a、3、4出入口，自动售票机、客服中心、车站控制室 |  |  |
| -2层 | 4号线站厅          | 自动售票机、客服中心                                 |  |  |
|      |                    | 2号线 往骑河（平河路）                               |  |  |
|      | 岛式站台，左侧开门 |                                                      |  |  |
|      |                    | 2号线 往桑田岛（山塘街）                             |  |  |
| -3层 |                    | 4号线 往同里（北寺塔）                               |  |  |
|      | 岛式站台，左侧开门 |                                                      |  |  |
|      |                    | 4号线 往龙道浜（苏锦）                               |  |  |

### 站厅
苏州火车站设有多个站厅，分设于铁路苏州站的出站通道两侧以及苏州站北广场。这些站厅均设有进站、售票、客服中心、出站等功能，并设有自动扶梯和楼梯通往站台层。

### 站台
苏州火车站设有两个岛式站台，成“T”字型排列，为苏州地铁2号线与苏州地铁4号线换乘车站。

## 出入口
苏州火车站设有4组6个出入口，其中1b、2b出入口位于地面，其余出入口沿铁路苏州站出站通道分布，3号口为免安检进站通道。
|              |                |      |  |
|              |                |      |  |
| 出口编号     | 建议前往目的地 | 照片 |  |
| 1 · a · 出口 |                |      |  |
| 1 · b · 出口 |                |      |  |
| 2 · a · 出口 |                |      |  |
| 2 · b · 出口 |                |      |  |
| 3 · 出口     |                |      |  |
| 4 · 出口     |                |      |  |